# مارك فيسنتي
مارك فيسنتي (بالإسبانية: Marc Vicente)‏ هو راكب الكنو إسباني، ولد في 20 نوفمبر 1973.

## وصلات خارجية
- مارك فيسنتي على موقع أوليمبيديا (الإنجليزية)